# Michaël D'Almeida
Michaël D'Almeida   (Évry, 3 de setembre de 1987) és un ciclista francès especialista en pista. Medallista als Jocs Olímpics de 2012 i als de 2016, també ha guanyat vuit medalles als Campionats del Món de ciclisme en pista.
L'any 2011, juntament amb Grégory Baugé i Kévin Sireau, es van proclamar campions en velocitat per equips, però van ser desqualificats al gener del 2012, perquè Baugé va incomplir la normativa contra el dopatge.
El 2012 se li concedí el títol de Cavaller de l'Orde Nacional del Mèrit

## Palmarès
- 2005
  -  Campió d'Europa júnior en Velocitat per equips (amb Kévin Sireau i Alexandre Volant)
- 2006
  -  Campió de França en velocitat per equips
  -  Campió de França en Quilòmetre
- 2007
  -  Campió d'Europa sub-23 en Velocitat per equips (amb Grégory Baugé i Didier Henriette)
- 2008
  -  Campió d'Europa sub-23 en Quilòmetre Contrarellotge
  -  Campió de França en Quilòmetre
- 2009
  -  Campió d'Europa sub-23 en Quilòmetre Contrarellotge
  -  Campió d'Europa sub-23 en Velocitat per equips (amb Thierry Jollet i Kévin Sireau)
- 2011
  -  Campió del món velocitat per equips
- 2012
  -  Medalla de plata als Jocs Olímpics de Londres en Velocitat per equips (amb Grégory Baugé i Kévin Sireau)
  -  Campió de França en Quilòmetre
- 2015
  -  Campió del món en velocitat per equips (amb Kévin Sireau i Grégory Baugé)
  -  Campió de França en Quilòmetre
- 2016
  -  Medalla de bronze als Jocs Olímpics de Rio de Janeiro en Velocitat per equips (amb Grégory Baugé i François Pervis)

### Resultats a laCopa del Món
- 2007-2008
  - 1r a Sydney, en Quilòmetre
- 2008-2009
  - 1r a Melbourne, en Quilòmetre
- 2009-2010
  - 1r a Cali, en Quilòmetre
  - 1r a Cali, en Keirin
- 2010-2011
  - 1r a Cali, Pequín i Manchester, en Velocitat per equips